# Chandra Bahadur Dangi
Chandra Bahadur Dangi (30 tháng 11 năm 1939 – 3 tháng 9 năm 2015) (tiếng Nepal: चन्द्रबहादुर दाँगी, Ngheⓘ) là người đàn ông thấp nhất trong lịch sử được ghi lại cho những người có bằng chứng không thể chối cãi, đo được 54,6 cm (1 ft 9+1⁄2 in).